# Annella mollis
Gorgone éventail, Gorgone géante
Espèce
Synonymes
- Euplexaura mollis Nutting, 1910
- Subergorgia hicksoni
- Subergorgia mollis (Nutting, 1910) (préféré par BioLib)[1]
- Subergorgia mollis (Nutting, 1910)

Annella mollis est une espèce de gorgones, de la famille des Subergorgiidae. 

## Description et caractéristiques
C'est une très grande gorgone, pouvant mesurer jusqu'à 2 mètres d'envergure, en forme d'éventail plus ou moins régulier. Elle déploie sa dentelle de ramification dans un même plan, perpendiculairement au courant, plan qui peut cependant subir des courbures pendant la vie de l'animal, et parfois être redoublé par des branches indépendantes. Les branches principales sont cylindriques et trapues, et les branches secondaires s'anastomosent facilement (elle se rejoignent et fusionnent pour former des mailles) ; il en émerge de petits polypes rétractiles à huit bras. Sa couleur va du rose à l'orange, mais elle semble souvent grise ou brune en profondeur si elle n'est pas éclairée. 

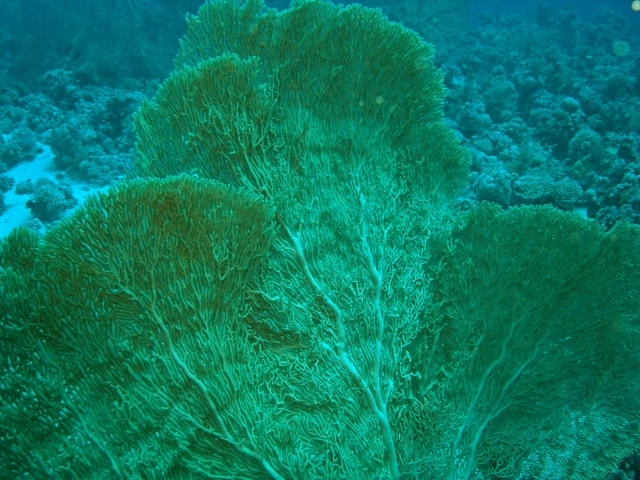
Non éclairée, cette gorgone peut paraître brunâtre ou verdâtre.
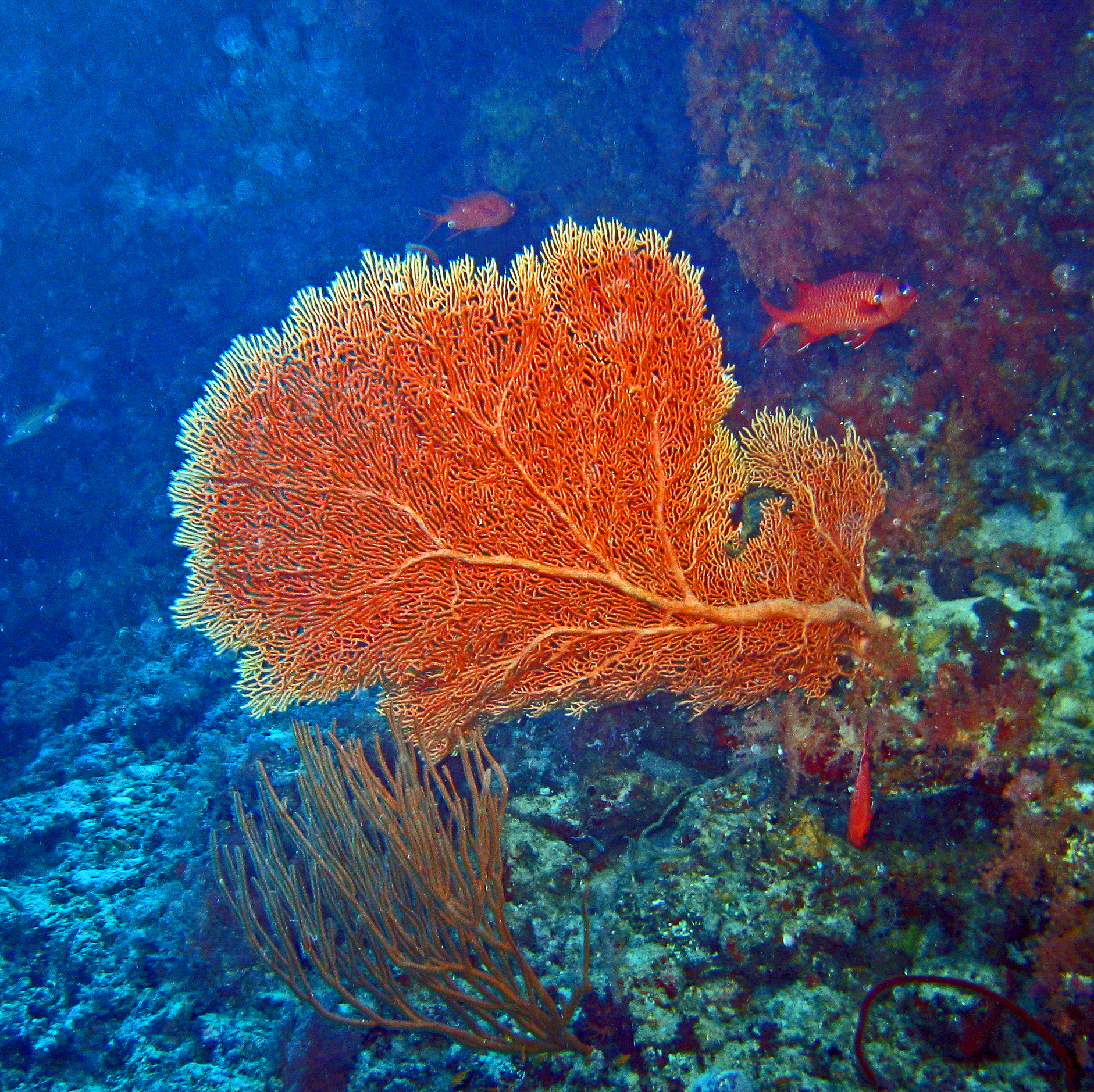
Colonie éclairée, orange vif.
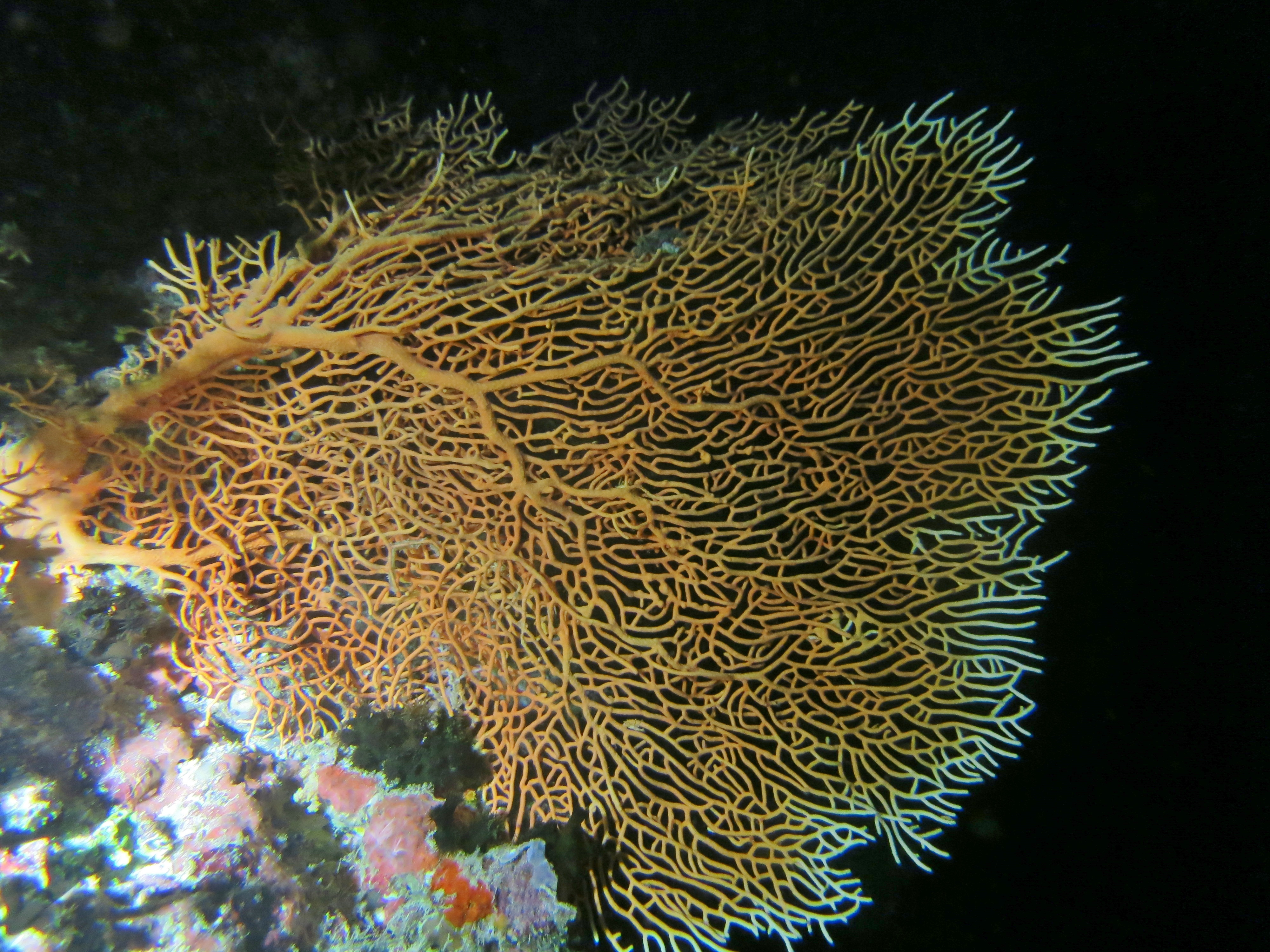
Éclairée, de nuit.
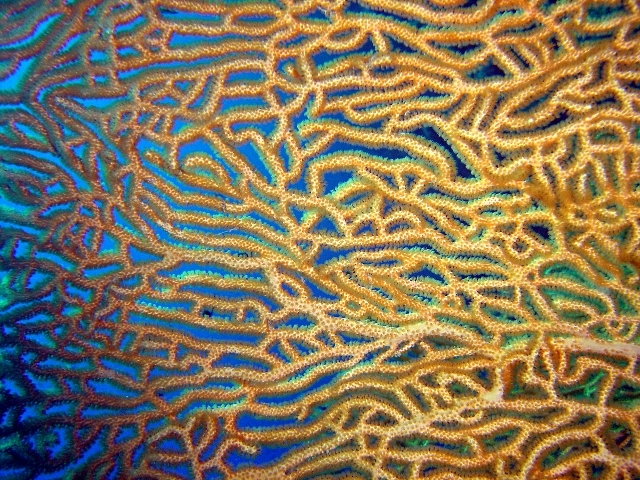
Détail des nombreux bras anastomosés.
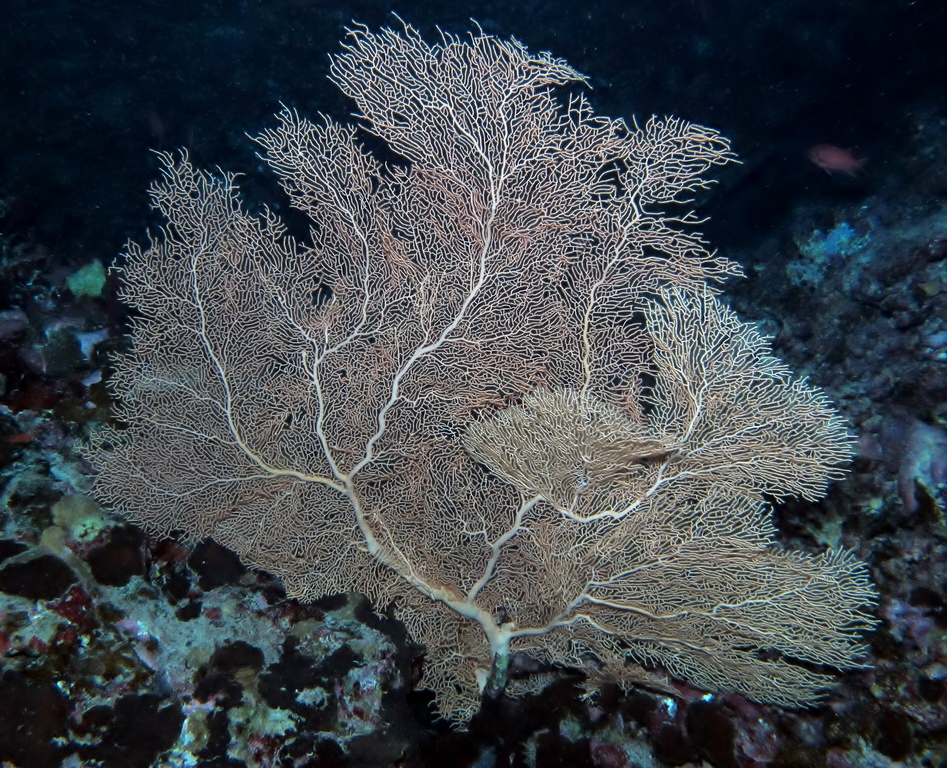
Colonie formant un plan régulier.
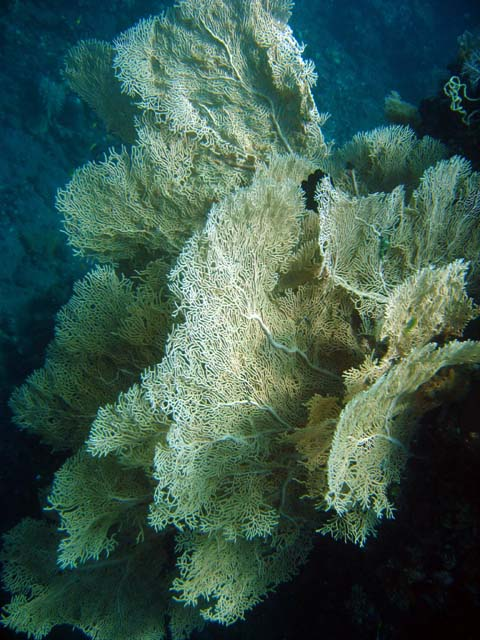
« Touffe » de colonies moins régulières.
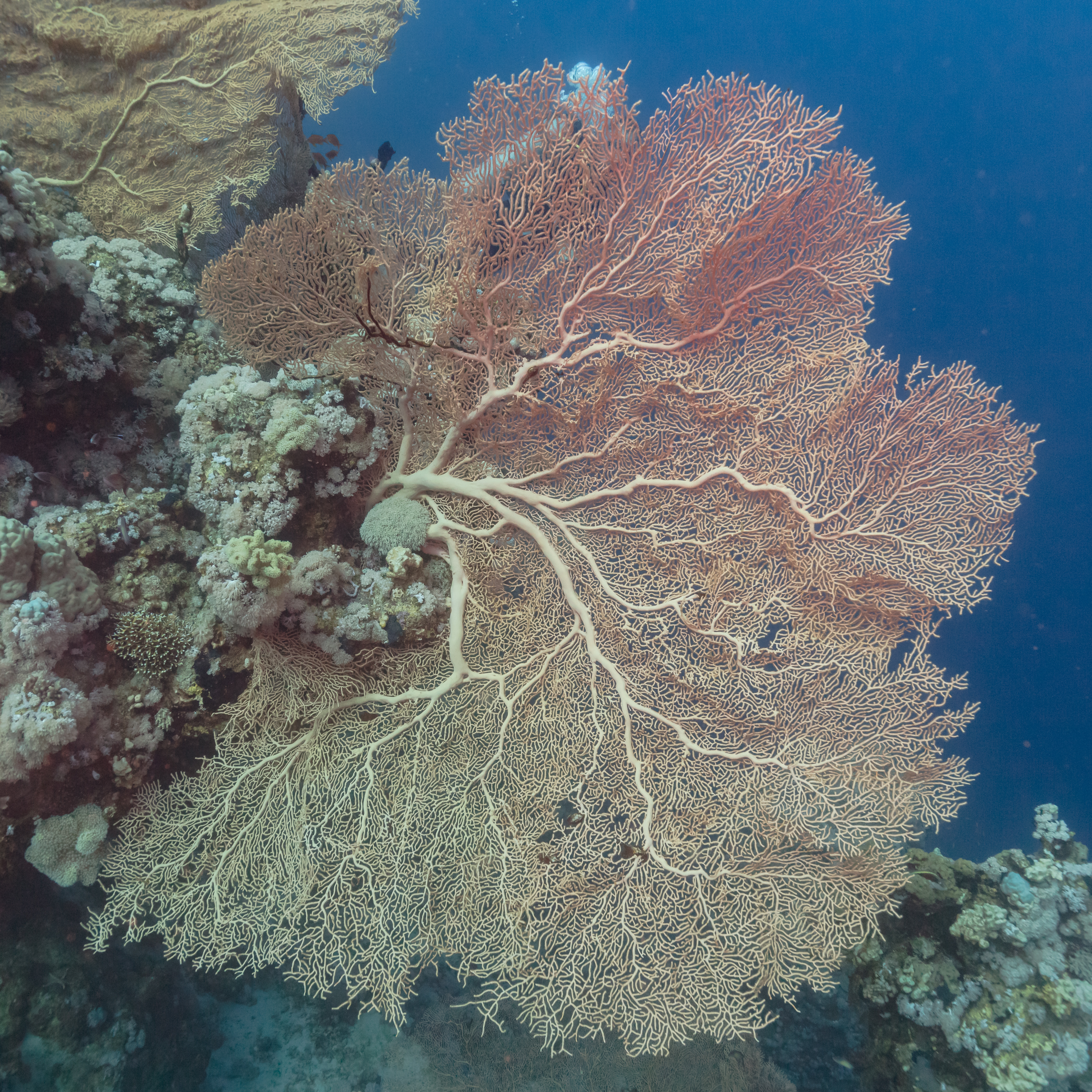
Annella mollis au large de Ras Mohammed dans la mer Rouge. Mars 2022.

Un risque de confusion existe avec quelques espèces proches comme Annella reticulata (plus petite, plus profonde, avec des mailles plus fines et moins anastomosées), ou celles du genre Melithaea (aux branches distinctement noueuses).

## Habitat et répartition
Cette espèce peut se rencontre dans la zone Indo-Pacifique, Mer Rouge incluse.
Elle se développe préférentiellement sur les tombants coralliens verticaux et parcourus par un courant soutenu riche en plancton, entre une dizaine et une trentaine de mètres de profondeur. 

## Biologie

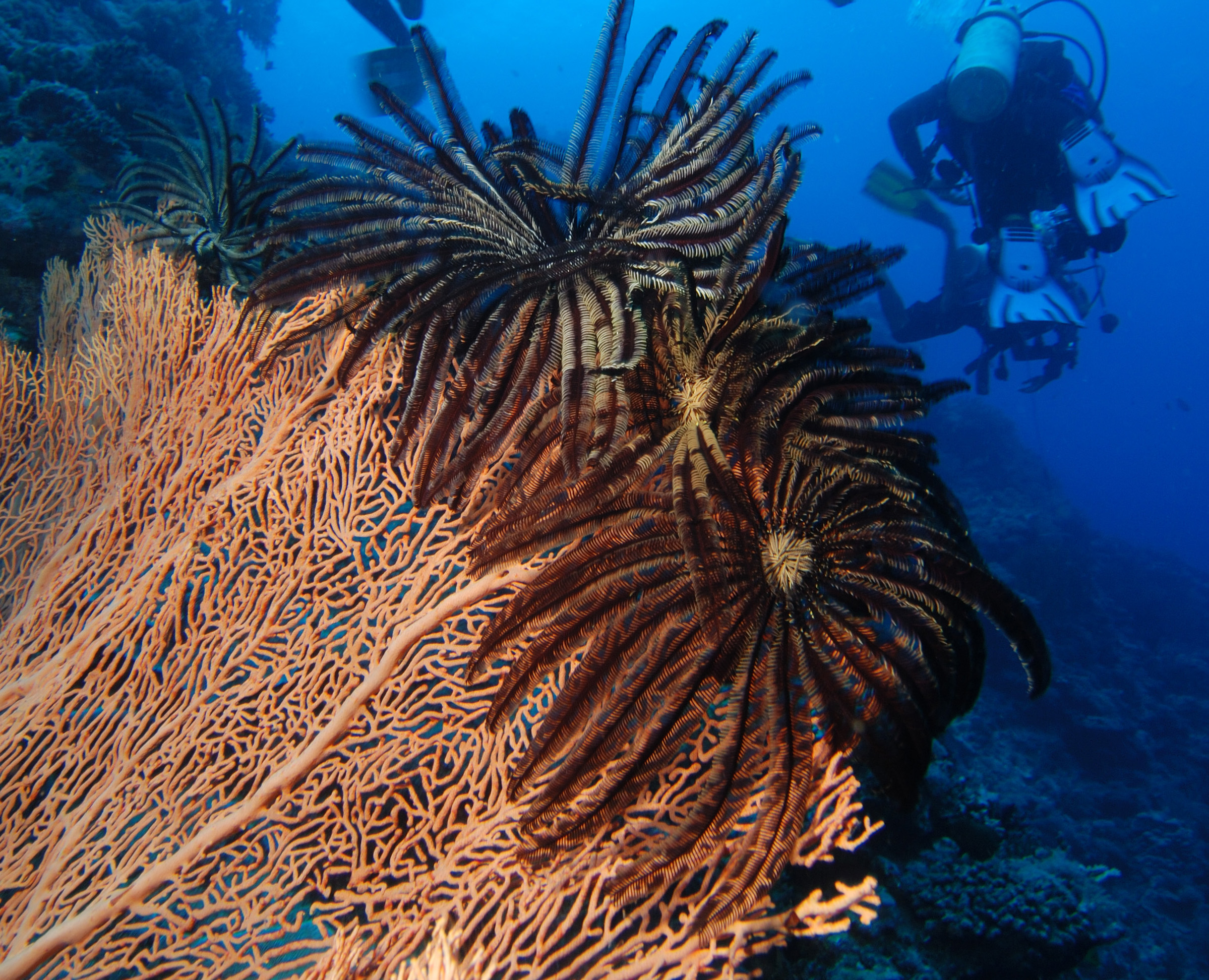
Colonie couronnée de comatules Cenometra bella.

Cet animal se nourrit de plancton, capturé dans le courant grâce aux nombreux polypes qui ponctuent ses bras. 
Comme toutes les gorgones, Annella mollis forme des colonies femelles et des colonies mâles, qui sur signal hormonal dispersé dans l'eau vont éjecter leurs gamètes en même temps dans le courant, où auront lieu la fertilisation et la phase planctonique de l’œuf, puis de la larve. 
C'est une espèce à croissance lente, et qui peut probablement vivre plus d'un siècle.
Elle constitue un habitat pour de nombreux autres animaux, notamment des filtreurs : ophiures (des genres Ophiothrix et Ophiothela, notamment), crinoïdes (en particulier des Colobometridae comme Cenometra bella et surtout Basilometra boschmai), d'autres cnidaires et des crevettes ou poissons associés (comme le poisson-faucon à long nez, Oxycirrhites typus).